# Óskar Jónasson
Óskar Jónasson (* 30. června 1963 Reykjavík) je islandský filmový režisér a scenárista. Příležitostně vystupuje jako iluzionista pod pseudonymem Skari Skrípó.
Vystudoval National Film and Television School v anglickém Beaconsfieldu. Zpočátku natáčel hudební snímky se skupinou The Sugarcubes. Jeho prvním celovečerním hraným filmem byla v roce 1992 crazy komedie podle vlastního scénáře Sodoma Reykjavík (bývá uváděna také pod názvem Dálkové ovládání). Hlavní hrdina se při pátrání po ztraceném ovladači k televizoru seznamuje s hektickým nočním životem, navštíví punkový koncert a potýká se s jediným islandským zločineckým gangem, veškerá snaha o světovost se však v maloměstských poměrech Reykjavíku vždy zvrhne ve frašku. Film byl uveden v sekci Un Certain Regard canneského festivalu a stal se na Islandu kultovním dílem devadesátých let. V roce 2010 ho čtenáři listu Fréttablaðið zvolili nejlepším islandských filmem v historii. 
Jónassonovým dalším dílem byl v roce 1997 sociálně laděný příběh Perlur og svín. V letech 2001 a 2002 režíroval pro islandskou televizi Ríkisútvarpið silvestrovský skečový program Áramótaskaupið, podílel se také na dětském seriálu LazyTown. Mezinárodní úspěch sklidil thriller o pašerácích alkoholu Z Reykjavíku do Rotterdamu (2008), na němž spolupracoval s Arnaldem Indriðasonem a hlavní roli svěřil Baltasaru Kormákurovi. Film za Island soutěžil o Oscara za nejlepší neanglicky mluvený film a získal pět domácích filmových cen Edduverðlaunin: Jónasson byl vyhlášen nejlepším režisérem roku, dále Reykjavík-Rotterdam zvítězil v kategoriích scénář, střih, zvuk a hudba. Kormákur natočil v roce 2012 v USA remake tohoto díla nazvaný Kontraband, v němž hrál hlavní roli Mark Wahlberg.
Óskar Jónasson vytvořil také detektivní televizní seriál Svartir englar a byl jedním z režisérů koprodukčního animovaného filmu Thór – Legendy z Valhally. V roce 2016 natočil podle divadelní hry Kristjána Þórðura Hrafnssona melancholickou komedii Fyrir framan annað fólk.